# Mari Chordà
Mari Chordà Recasens (Amposta, Tarragona, 1942), también conocida como Mari Chordà, es una artista, pintora, poeta y activista sociocultural feminista española.

## Biografía
Pionera en la expresión visual de la sexualidad femenina y de la experiencia de la maternidad. También es autora de los cuentos y poemas Cuaderno del cuerpo y del agua, con dibujos de la historietista Montse Clavé, una de las primeras publicaciones en Cataluña que describe abiertamente el descubrimiento y la vivencia de la sexualidad lésbica. 
Fundadora del local "Lo Llar" (Hogar) en Amposta (1968) donde se realizaron conciertos de Nova Cançó (Nueva Canción) y actas de reivindicación social y cultural durante el final del franquismo, y del espacio LaSal Bar Biblioteca Feminista (con Carme Casas, Sat Sabater, Montse Solà y María José Quevedo) en la calle Riereta de Barcelona, lugar de recreo, de acogida e intercambio cultural para muchas mujeres desde 1977 hasta 1979.
Autora de la carpeta de poesía y litografías titulada ...y otras muchas cosas que circuló de manera anónima en las ''Primeras Jornadas Catalanas de la Mujer'' en el Paraninfo de la Universidad de Barcelona, 1976.
Amante del trabajo colectivo entre mujeres, es cofundadora y gestora de LaSal ediciones de las mujeres con Mariló Fernández, Isabel Martínez e Isabel Monteagudo (1978-1990), una empresa cultural femenina a la cual se unieron Mireia Bofill, María José Quevedo, Maria Bauçà, Carme Casas, Montserrat Abelló, Mercè Fernàndez, Goya Vivas e Isabel Segura. Creó e impulsó la Agenda de las mujeres, desde 1978-1990, y más tarde, con Contxa Llinàs (Las Pumas) la recrean y mantienen entre 1996 y 2009. Participó activamente en la lucha por la recuperación del espacio y el legado del hoy conocido como Centro de Cultura de Mujeres Francesca Bonnemaison.

## Exposiciones
En la pasada década se realizaron dos exposiciones retrospectivas de su obra:
- Mari Chordà. Pasar y traspasar 1960-2000 , a cargo de Marisa Díez de la Fuente, en Amposta (2000) que itineró a Tortosa.
- Vengo de una zona húmeda.[2] Mari Chordà , a cargo de Marta Darder, en el Centro de Cultura de Mujeres Francesca Bonnemaison, Barcelona (2006).[3]
- The World goes Pop, realizada en la Tate Modern de Londres el 2015.[4]
- Ca la Dona, espacio donde colabora y a la cual está vinculada. Aquí continúa su actividad expositiva y de escritura, además de su activismo sociocultural.